# Valuéjols
Valuéjols település Franciaországban, Cantal megyében. Lakosainak száma 578 fő (2022. január 1.). Valuéjols Laveissenet, Paulhac, Roffiac, Tanavelle és Ussel községekkel határos.

## Népesség
A település népessége az elmúlt években az alábbi módon változott:
| Lakosok száma | 833  | 607  | 578  | 527  | 559  | 563  | 565  | 564  | 563  | 578  |
|               | 1968 | 1982 | 1990 | 2006 | 2013 | 2015 | 2017 | 2019 | 2020 | 2022 |